# 藤原祐寛 (絵仏師)
藤原 重夫（ふじわら しげお、僧名：祐寛（ゆうかん）、1940年12月14日 - ）は絵仏師、日本画家、郷土民族仏教史家、高野山画僧（八浄寺拝受画匠法眼位）、水墨画および仏画家。大阪府和泉市に生まれ、在住。高野山をはじめとする日本各地の寺院等の絵画を手掛ける。 京都墨彩画壇副理事長、大阪府文化財愛護推進委員、和泉市特別文化功労者（2008年）、和泉市文化財保護委員長。

## 人物
小学校の頃から画家を志し、17才にして和泉の「市政だより」に漫画を掲載し、以後漫画から日本画、水墨画などを描くことになる。30代に和歌山大学教授の南清彦と師弟関係となり、経済学、歴史学や思想的影響を受け、以後、南が亡くなるまで共著を出版する。また1978年『日本南画院』に入り、副理事長の月居偉光（つきおりいこう）の門下となり同院で受賞を重ね1997年理事になる。1999年脱会。2000年『京都墨彩画壇』の副理事長
として迎え入れられ、2019年現在に至る。

## 主な作品、収蔵先

### 日本画・水墨画
- ホノルル美術館（『般若心経』屏風六曲一双）
- 高野山金剛峯寺（『御影堂』屏風六曲半双、『献灯』、『諸行無常』）
- 高野山金剛峯寺大師教会（『大日如来』、『八供養菩薩来迎図』）
- 高野山大学（『石仏不動明王』）
- 高野山普賢院（『石仏飛天』、『不動明王』）
- 高野山地蔵院（『弘法大師障壁画』）
- 高野山増福院（『不動明王　山水茶掛』）
- 八浄寺瑜祇塔内陣画（淡路島、『密厳浄土図』）
- 大阪府庁副知事室（『仁王像二点』）
- 和泉市役所応接室（『石仏慈光』）
- 石山寺（滋賀県、屏風六曲半双）
- 大峯山寺（奈良県『不動二童子』
- 『蔵王権現』）、弘川寺西行記念館（『時雨西行』）
- 明王院（和泉市、『暮雪御影堂』）
- 光明寺
- 蓮華定院
- 本覚院
- 松尾寺（和泉市、『ふすま絵』）
- 霊山寺（岡山）
- 京・大江山鬼の博物館（『鬼の絵』）

### 天井画
- 久米田寺明王院（岸和田）
- 高倉寺（堺市）
- 蓮花寺(和泉市）
- 日光院（但馬）
- 西光院（仙台）

### ふすま絵
- 蓮華寺（大分）
- 日光院（但馬）
- 高倉寺（堺市）
- 大泉寺（和泉市）

## 受賞
- 1980年（昭和55年）大阪市市長表彰
- 2008年（平成12年）和泉市特別文化功労彰[3]
- 2015年（平成27年）文部科学大臣表彰[5]

## 出版
- 「新・高野百景　其の1」藤原重夫／画　山口文章／文（教育評論社）[6]
- 「新・高野百景　其の2」藤原重夫／画　山口文章／文（教育評論社）[7]
- 「新・高野百景　其の3」藤原重夫／画　山口文章／文（教育評論社）[8]
- 「鬼の絵草子」藤原重夫／画　南清彦／文（叢文社）[9]
- 「ことわざ絵解き事典」藤原重夫／画　南清彦／文（叢文社）][10]
- 「名数絵解き事藤原重夫／画　南清彦／文（叢文社）[11]
- 「小学校　どうとく」挿絵（東京書籍）
- 「いのち讃歌」絵と文（高野山金剛峯寺発行）
- 「西国三十三ヶ所画図」（高野山教報にて1990年から1994年まで連載）
- 「仏さまといっしょ」エッセイと絵（大法輪）＊2019年4月現在連載中

## 展示

### 個展
- 2002年 - 2011年（平成14年 - 平成23年）松坂屋美術画廊（大阪）
- 2016年（平成28年）髙島屋美術画廊（大阪）、高野山金剛峯寺にて5回開催、フジギャラリー、御堂筋ギャラリー、和泉市久保惣記念美術館、他各地で30回以上開催。

### グループ展
- 『現代名僧墨蹟展』（大阪松坂屋にて10回開催、読売新聞主催）

## 役職
- 和泉市文化財保護委員長、大阪府文化財愛護推進委員、京都墨彩画壇副理事長、などの文化行政の役職を歴任し、各地で講演や講義をする。
- 1999年（平成11年）淡路島八浄寺多宝塔（瑜祇塔）建立に際し、内陣すべて（百畳分）に仏画を描いた功績により、八浄寺住職岩坪真弘より『画匠法眼』位を受ける。
- 京都墨彩画壇副理事長
- 大阪府文化財愛護推進委員
- 和泉市特別文化功労者
- 和泉市文化財保護委員長